# Diecezja Ruyigi
Diecezja Ruyigi – diecezja rzymskokatolicka w Burundi. Powstała w 1973. Na terenie diecezji służbę misyjną pełnią polskie Karmelitanki Dzieciątka Jezus.

## Biskupi diecezjalni
- Bp Blaise Nzeyimana (od 2011)
- Bp Joseph Nduhirubusa (1980–2010)
- Abp Joachim Ruhuna (1973–1980)